# Kristýna Znamenáčková
Kristýna Znamenáčková, née le 11 septembre 1988 à Boskovice, est une pianiste tchèque.

## Biographie
Après le baccalauréat au lycée classique de Boskovice, elle a été admise au Conservatoire de Brno dans les classes d'Eva Horáková et de Dagmar Pančochová. Son Concerto pour piano nº 1 de Prokofiev a reçu la récompense du meilleur concert de fin d'études. De 2012 à 2015, elle a poursuivi ses études à l'Académie des arts musicaux à Prague dans la classe de František Malý. En 2017, elle a complété ses études de musique à l'Académie Janáček à Brno chez Alena Vlasáková et Jan Jiraský et poursuit des études de doctorat spécialisées dans Martinů.
En 2015, Kristýna Znamenáčková a reçu le Premier prix et le Prix de la meilleure interprétation Martinu au Concours international de la Fondation Bohuslav Martinů pour son exécution de la Sonate pour piano H.350,, dont l'enregistrement a été choisi pour un CD publié par l'Institut Bohuslav Martinů de Prague. En janvier 2017, elle a donné un concert avec ce répertoire Martinů, dans une salle de concert de Rudolfinum à l'invitation de la Philharmonie tchèque, et en décembre 2017, interprété avec le Quatuor Stamic, le Quintette pour cordes et piano H.298.
Elle vit à Boskovice. Elle a travaillé comme professeur de musique à l'École de musique de Blansko et comme pianiste accompagnatrice au Conservatoire de Brno et se produit en concerts notamment de musique du XXe siècle, seule ou en collaboration avec le Théâtre national de Brno ou encore des solistes tels que Jana Tajovská Krajčovičová. Elle organise également des concerts de bienfaisance. Elle accompagne et dirige le Vernum 2013 Ensemble
À part sa formation musicale, Kristýna Znamenáčková détient un master en langue et littérature espagnoles de l'Université Masaryk de Brno. Elle est active dans l'organisation d’évènements culturels dans sa ville de Boskovice et d'activités de temps libre pour enfants, elle fait des parcours à énigmes, du théâtre amateur et de la photographie. Depuis 2018, elle est élue conseillère municipale de Boskovice pour le Parti pirate.

## Récompenses
- 2009: Concours de musique de la ville de Brno, 2e prix et Prix de la meilleure interprétation d'une œuvre de Leoš Janáček[11]
- 2012: Académie Janáček, Prix du meilleur concert de fin d'études
- 2015: Concours international de la fondation Bohuslav Martinů, 1er prix et Prix spécial du jury de la meilleure interprétation d'une œuvre de Bohuslav Martinů[2]